# كيفن روجرز (لاعب كرة قاعدة)
كيفن روجرز (بالإنجليزية: Kevin Rogers)‏ هو لاعب كرة قاعدة أمريكي، ولد في 20 أغسطس 1968 في كليفلاند في الولايات المتحدة.

## وصلات خارجية
- كيفن روجرز على موقعبيزبول رفرنس.كوم (الدوري الرئيسي) (الإنجليزية)
- كيفن روجرز على موقع مشجعي الرسوم البيانية (الإنجليزية)